# Alex Karp
Pour les articles homonymes, voir Karp.
Alexander Caedmon Karp, dit Alex Karp, né le 2 octobre 1967 à New York, est un homme d'affaires américain, cofondateur, président et actionnaire de l'entreprise Palantir Technologies,.
En 2025, le magazine Time le désigne comme l'une des cents personnalités (Time 100) les plus influentes du monde.

## Famille
Alexander Caedmon Karp est le fils de Robert Joseph Karp, un pédiatre clinicien juif américain (dont la famille est originaire d'Allemagne) et de Leah Jaynes Karp, une artiste afro-américaine,, et le frère aîné d'Oliver Benjamin Karp – dit Ben Karp –, diplômé de l'université Yale et résident au Japon, où il exerce une carrière de journaliste (pour le Asahi shinbun, l'Algemeiner ou le New York Times entre autres) et occupe le poste académique de lecteur-chercheur au campus japonais de l'université Temple à Tokyo,. Il est en outre le neveu du Pr Gerald Jaynes, professeur d'économie, d'études afro-américaines et d'urbanologie à l'université Yale,.
Ses parents ont été des activistes du mouvement américain des droits civiques et l'emmenaient souvent à des manifestations pour les droits des travailleurs et à des manifestations anti-Reagan quand il était jeune.

## Éducation
Karp naît à New York et grandit à Philadelphie, où il fréquente la magnet school Central High School, dont il sort diplômé en 1985,. Il aurait déclaré avoir souffert de dyslexie dans sa jeunesse.
Il obtient ensuite une licence de droit au Haverford College en 1989 et un diplôme de Juris Doctor à l'université Stanford en 1992, où il fait la connaissance de Peter Thiel. 
En 2002, il décroche un doctorat en théorie sociale néo-classique avec mention magna cum laude à l'université allemande Johann Wolfgang Goethe de Francfort-sur-le-Main. Durant son doctorat, il étudie sous la direction de Jürgen Habermas, et rédige sa thèse intitulée « L'agression dans le monde réel : l'extension du concept d'agression de Parsons par la description du lien entre jargon, agression et culture ». 
Il parle d'autre part couramment l'allemand et le français.

### Opinions
Karp est métis et démocrate — aux opinions politiques « progressistes mais pas wokes », —, ainsi que pro-Israël, et s'est longtemps défini comme socialiste, voire néomarxiste.
Il est par ailleurs connu pour ses lettres à ses actionnaires, dans lesquelles, en dehors des comptes-rendus financiers de son entreprise, il aime citer les textes et les grands penseurs qui l'inspirent et l'interpellent dans sa vision du monde, du Choc des civilisations de Samuel Huntington à l'Évangile selon Matthieu, en passant par Saint Augustin, John Dewey, C. S. Lewis, Michel Houellebecq ou Michael Sandel,, voire le président Richard Nixon,,.

## Carrière

### Caedmon Group
Après ses études doctorales en Allemagne, un héritage de son grand-père paternel éveillant son intérêt pour l'investissement, il fonde à Londres l'entreprise Caedmon Group, spécialisée dans le capital risque et la gestion d'investissements financiers,.

### Palantir Technologies
En 2003, il fonde avec Peter Thiel – son condisciple à la Stanford Law School de l'université Stanford – et le financier Joe Lonsdale (en), l'ingénieur PayPal Nathan Gettings et l'informaticien Stephen Cohen,, l'entreprise Palantir Technologies, une entreprise d'édition logicielle spécialisée dans l'analyse et la science des données (« big data »), créée dans un objectif initial de lutte contre le terrorisme, et avec un financement en 2004 provenant d'une branche de la CIA,.
Palantir se décline alors essentiellement en deux grandes plateformes logicielles : Gotham – lancée en 2008 –, destinée aux services de renseignement et aux ministères, et Foundry – lancée en 2016 –, qui s’adresse au monde de la finance, du retail et de l’industrie (qu'utilisent notamment des groupes comme Morgan Stanley, Airbus, BMW et Merck). À ces deux logiciels, Palantir complètera son arsenal technologique avec les plateformes logicielles-clés Apollo – lancée en 2017 –, un gestionnaire technique, et AIP – lancée en avril 2023 –, une plateforme intégrative d'intelligence artificielle pour les secteurs de la défense, des affaires ou de la santé.
Le 18 juin 2010, Joe Biden, alors vice-président des États-Unis sous la présidence Obama, tient une conférence de presse à la Maison-Blanche pour annoncer les résultats positifs de la lutte contre la fraude, le gaspillage et l'abus aux différents échelons du gouvernement fédéral, dans le cadre du plan de relance économique des États-Unis de 2009. Il attribue ce succès à l’utilisation du logiciel Palantir par les agences fédérales et annonce son déploiement dans d'autres institutions, dont Medicare et Medicaid.
Ce n'est cependant que plus d'une dizaine d'années après sa création que Palantir Technologies est en mesure de convertir son statut précoce de favori des agences gouvernementales américaines en succès commercial auprès des grandes entreprises civiles. 
En 2016, Karp est invité à la conférence du Groupe Bilderberg à Dresde en Allemagne. Il participe également aux éditions du Groupe Bilderberg de 2017, 2018, 2019 et 2021, mais n'assiste pas aux éditions de 2020 et de 2022, annulées pour cause de pandémie de COVID-19,,,,. Il devient membre du comité directeur du Groupe Bilderberg.
En 2022, il est interviewé au Forum économique mondial de Davos, (forum annuel auquel il a également participé en 2018) par le journaliste allemand Uwe Jean Heuse, sur les enjeux géopolitiques contemporains et sur la lutte contre le terrorisme, et au Forum de Davos de l'année suivante par le cofondateur du groupe Carlyle, David Rubenstein.
Au début de juin 2022, il se rend en Ukraine pour rencontrer le président d'Ukraine, Volodymyr Zelensky, et le vice-président d'Ukraine, Mykhaïlo Fedorov, afin de discuter des moyens technologiques de défense contre l'invasion russe,,, et qui amène à l'usage sur le terrain ukrainien, en conflit réel, d'un des logiciels de Palantir, le Maven Smart System (impliquant la fusion de données et la contribution d'autres géants technologiques américains), applicable aux théâtres de guerre et qui permet la reproduction virtuelle des champs de bataille.
Le 1er novembre 2023, il participe au sommet sur l'IA à Bletchley Park, en Angleterre, et tient une réunion bilatérale avec le vice-Premier ministre britannique Oliver Dowden.
Le 30 septembre 2024, lors de l'annonce du rapport de croissance du chiffre d'affaires de l'entreprise, il dira : « Le monde sera divisé entre ceux qui possèdent l'IA et ceux qui n'en ont pas. Chez Palantir, nous entendons donner du pouvoir aux gagnants.» ("The world will be divided between AI haves and have-nots. At Palantir, we plan to power the winners."),.
Palantir s’impose comme une plateforme incontournable pour de nombreuses administrations et armées à travers le monde, grâce à son modèle économique axé sur la structuration et l’« ontologie » des données,. Toutefois, l'entreprise reste fortement critiquée pour l'utilisation de sa technologie par les autorités américaines de l'immigration (ICE) de la seconde présidence Trump,,, — Amnesty International dénonçant l’implication de Palantir dans de « graves violations des droits humains » — et pour son partenariat avec Tsahal dans la guerre israélo-palestinienne à Gaza, — rapporté au Conseil des droits de l'homme de l'ONU en juin 2025 — ainsi que pour sa position non éthique et sa gestion inquiétante des données de santé britanniques qui lui ont été confiées par le NHS,.
En juillet 2025, Palantir signe avec le Pentagone un contrat record de 10 milliards de dollars pour les dix années à venir — soit l'un des plus importants jamais octroyés par le département de la Défense —, ainsi qu'avec le commandement général de l’OTAN, « accentuant ainsi la dépendance technologique de la défense des pays européens vis-à-vis des géants américains de la technologie ».
En août 2025, la capitalisation boursière de Palantir Technologies franchit le cap des 400 milliards de dollars et accède au 23e rang des entreprises les plus valorisées au monde, derrière l'entreprise pharmaceutique Johnson & Johnson. Sa capitalisation boursière est aujourd’hui supérieure à celle des géants de l’industrie comme Boeing, RTX, ou Lockheed Martin.

## Publication
Il est le coauteur – avec Nicholas Zamiska, directeur des affaires générales de Palantir, – du livre The Technological Republic: Hard Power, Soft Belief, and the Future of the West,,, publié en 2024, où il aborde en profondeur les nouveaux problèmes de souveraineté numérique, d’armement algorithmique et de stratégie géopolitique autour de l’IA, et invite le lecteur à repenser les fondements de la puissance occidentale au XXIe siècle,,. Il fait en outre écho, dans son ouvrage, au concept de « culture contemporaine en déclin », ainsi qu'aux problèmes liés à la culture agnostique et à la contre-culture de la Silicon Valley, et s'appuie notamment sur le pamphlet de C. S. Lewis, The Abolition of Man,.

## Fortune
En 2016, Karp devient milliardaire avec une fortune évaluée à 1,6 milliard de dollars.
Sa fortune professionnelle — issue en grande majorité de ses parts dans Palantir Technologies — varie fréquemment et massivement, les actions de Palantir connaissant une volatilité notable et se délestant lui-même, par ailleurs, de plusieurs millions d'actions de son entreprise, notamment dans le courant de l'année 2024.
À la mi-février 2025, sa fortune professionnelle est estimée à 10,2 milliards de dollars. Avec 4,3% des actions de Palantir, la valeur volatile de celles-ci fait grimper ponctuellement sa fortune à 11,7 milliards de dollars au cours de la même période.
En mai 2025, avec sa participation de 2,63 % dans Palantir — à la suite de ventes renouvelées de ses actions —, il se classe au 220e rang des personnes les plus riches du monde sur la liste The World's Billionaires de Forbes, avec une fortune professionnelle évaluée à 11,5 milliards de dollars.
En juillet 2025, il est à la tête d'une fortune évaluée à 12,1 milliards de dollars, faisant de lui la 216e personne la plus riche du monde selon le site d'informations financières Billionaires.Africa.
Début août 2025, la valeur boursière de Palantir Technologies bondit, et sa fortune dépasse alors les 15 milliards de dollars, faisant de lui la 154e personne la plus riche du monde selon le classement Bloomberg Billionaires Index.

## Vie personnelle
Il a vécu plusieurs années à Palo Alto, en Californie, où était situé le siège social de Palantir, qui a depuis été transféré à Denver, dans le Colorado, et travaille parfois depuis une grange de sa ferme du New Hampshire, située près des White Mountains et dont il est propriétaire depuis 2005. Il est célibataire et n'a pas d'enfants,.
Il est un adepte du tai chi, qu'il pratique quotidiennement, et de méditation qi gong. Il pratique aussi intensivement le ski de randonnée et porte souvent des vêtements de ski norvégiens. Il pratique également le aikido et le jujitsu. Il n'a pas le permis de conduire et son film favori est La 36e Chambre de Shaolin, un film hongkongais de 1978 réalisé par Liu Chia-liang.